# Ежовка (Башкортостан)
Ежовка (баш. Ежовка) — село в Благовещенском районе Республики Башкортостан Российской Федерации. Входит в состав Октябрьского сельсовета.

## История
Деревня была основана русскими государственными крестьянами в 1822 году при реке Уса,  на вотчинных землях башкир Ельдякской волости, по распоряжению Оренбургской казенной палаты. Сначала Ежовка входила в Ново-Троицкую волость государственных крестьян. Последняя ревизия зафиксировала в деревне 151 душу мужского пола. 
После 1866 года за бывшими государственными крестьянами Ежовки было закреплено 1295 десятин надельной земли. 
в 1870 году в Ежовке насчитывался 91 двор и 485  человек, была отмечена водяная мельница. Крестьяне деревни образовывали одноименное сельское общество. Деревня входила в приход села Усы-Степановки. Среди крестьян Ежовки было много Шабарчиных, Щеклеиных, Красильниковых, Рубцовых, также проживали Волковы, Юшковы, Горбуновы, Бабушкины, Огарковы, Пушкаревы, Токачевы, Южаниновы и другие. В 1895 году насчитывалось 73 двора и 418 человек, были отмечены хлебозапасный магазин, водяная мукомольная мельница, две бакалейные лавки.  В начале XX  века зафиксировала также кузница. 
Примерно в 1910 году в деревне открылась земская одноклассная школа.
К 1913 году в Ежевке насчитывалось  77 хозяйств (все с землей) и 473 крестьянина. 
В 1917 году в деревне насчитывалось 81 домохозяйство  и 489 человек, включая пять семей посторонних. В графе сословие у крестьян, приписанных к Ежовскому сельскому обществу, указано "бывшие государственные крестьяне" . 
С советских времен Ежовка входит в состав Октябрьского сельсовета. Во время коллективизации деревня вошла в колхоз "Комитерн", затем в Ежевке был образован колхоз "Ударник", а в 1940-е годы - колхоз "Кустарь". В 1950-е годы Ежевка входила в колхоз имени Жданова, в 1957  году вошла в состав совхоза "Полянский", а в 1981- в совхоз "Осиповский".

## География

### Географическое положение
Расстояние до:
- районного центра (Благовещенск): 71 км,
- центра сельсовета (Осиповка): 6 км,
- ближайшей ж/д станции (Загородная): 88 км.

## Население
| 2002 | 2009 | 2010 |
| ---- | ---- | ---- |
| 104  | ↘78  | ↗84  |

Согласно переписи 2002 года, преобладающая национальность — русские (89 %).
Динамика населения: в 1939 году насчитывалось 394 человека, в 1959 - 386, в 1969 - 374, в 1989 - 142. Перепись населения 2010 года 